# Sistema hidrovascular

Sistema ambulacrário de uma estrela-do-mar (esquema).

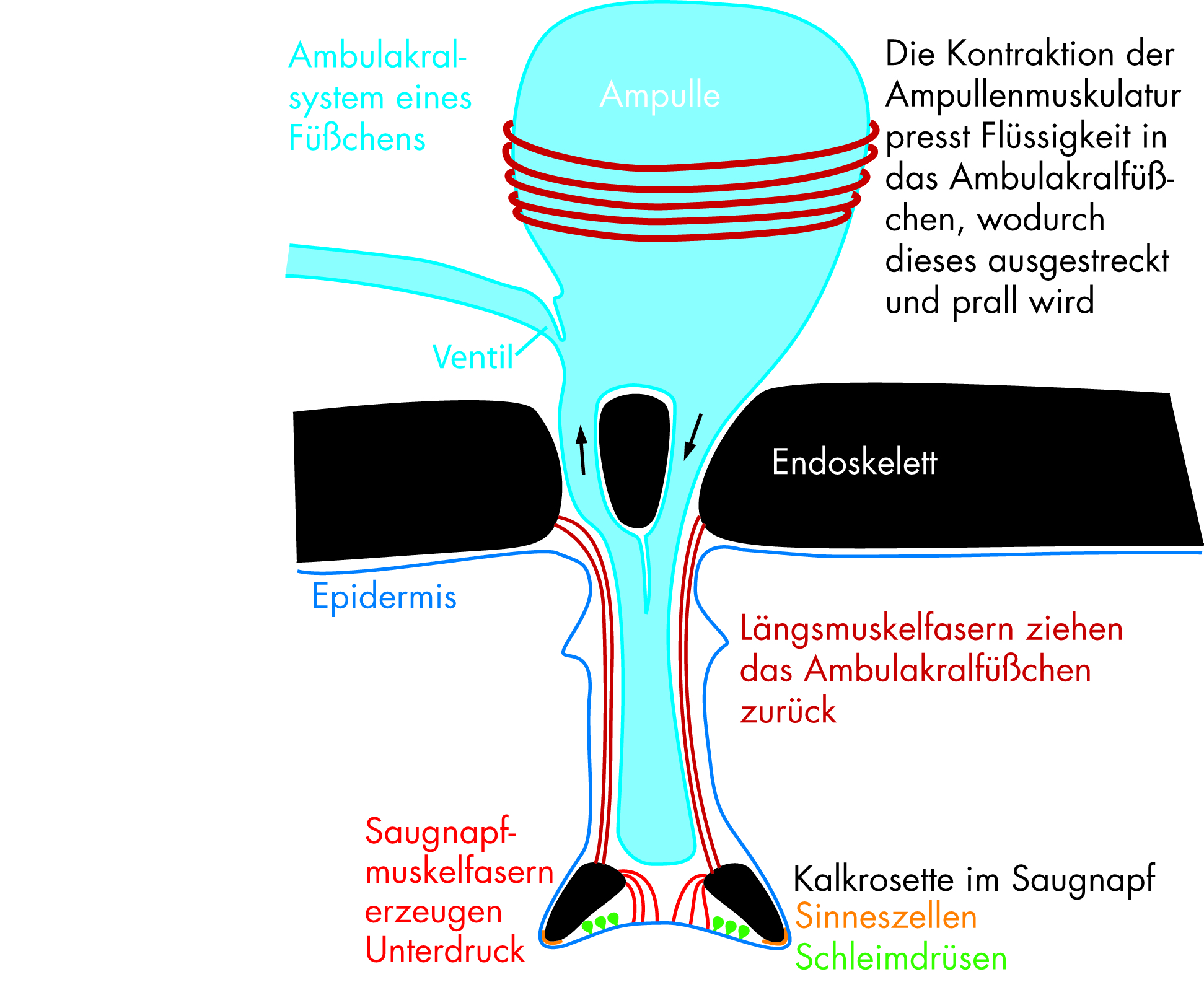
Esquema funcional de um pé ambulacrário (incluindo a vesícula).

Sistema hidrovascular, por vezes sistema aquífero, é a designação dada ao conjunto de ductos e vesículas ubjacente ao sistema ambulacral dos equinodermes. Embora a arquitectura do sistema varie substancialmente entre as seis classes que integram o filo Echinodermata, mas com especial expressão em grupos como as estrelas-do-mar e os ouriços-do-mar, forma um verdadeiro sistema hidráulico cujo funcionamento é essencial para a locomoção, captura de alimento, eliminação de dejectos e respiração. O sistema é composto por diversas estruturas vesiculares, conhecidas por vesículas de Poli, ligadas aos pés ambulacrais por ductos revestidos por aneis musculares, e é preenchido por fluido celómico, uma solução aquosa constituída essencialmente por água do mar enriquecida em potássio e por proteína. O movimento resulta da contração e distensão alternada das estruturas musculares, o que força a água para o interior dos pés ambulacrais, causando a sua extensão, o que impele o animal na direcção desejada. A redução da pressão reduz a turgidez das estruturas corporais e leva à retracção dos pés.

## Galeria

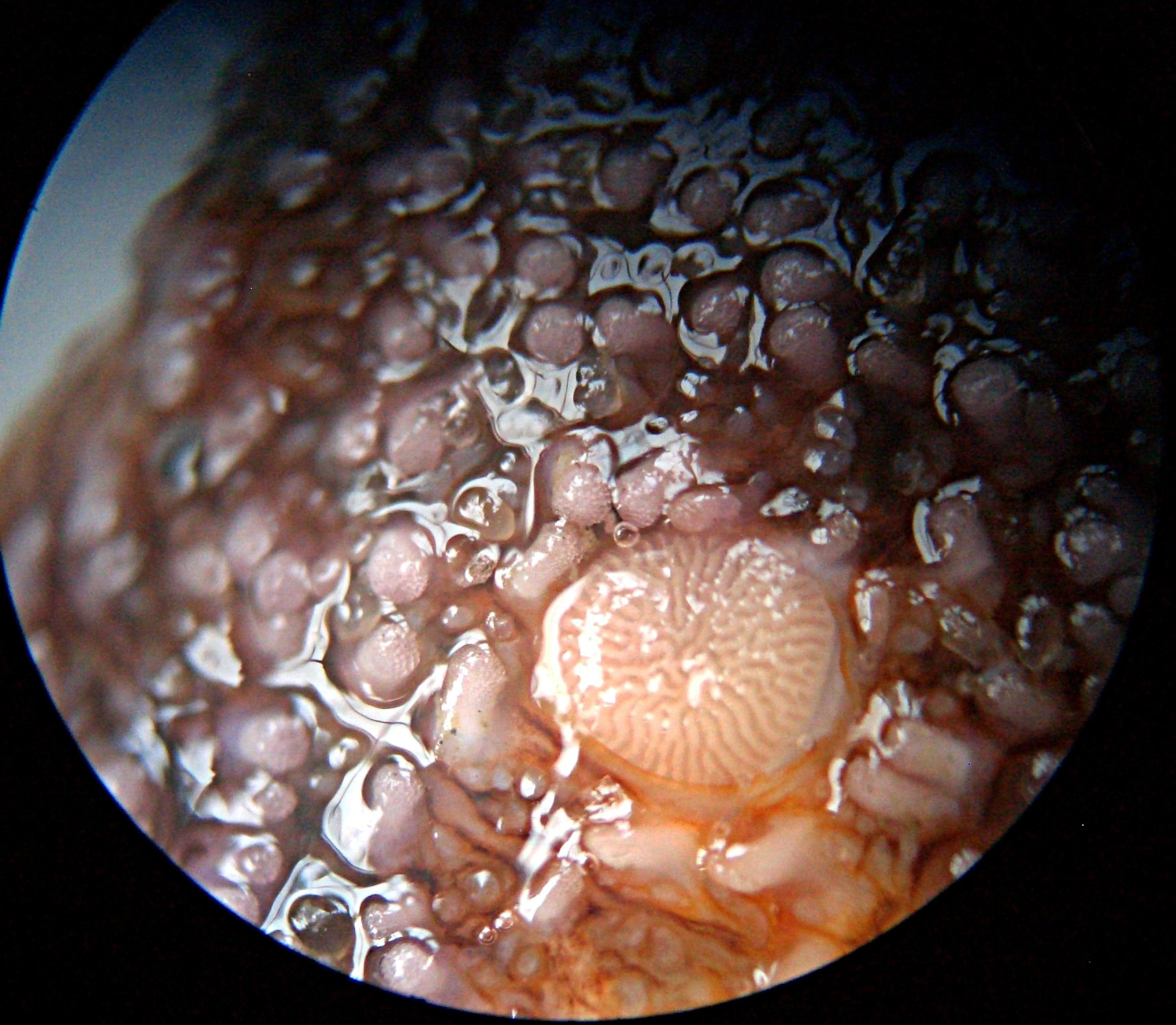
Pormenor de um madreporito (ou hidroporito).
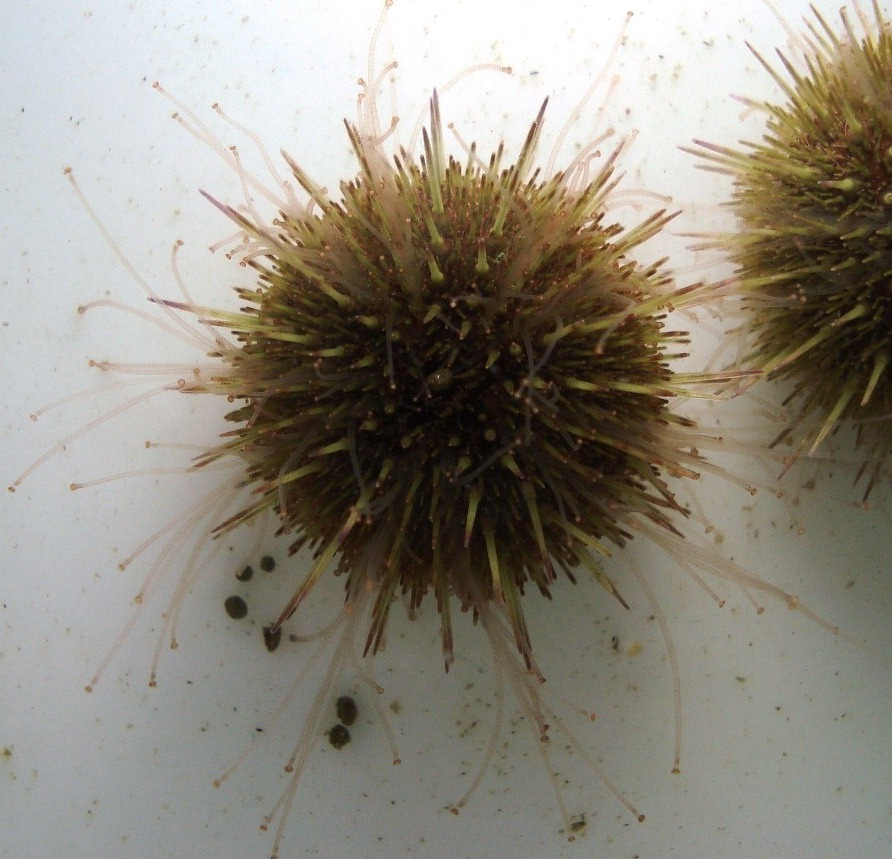
Pés amblacrários o ouriço Psammechinus miliaris.
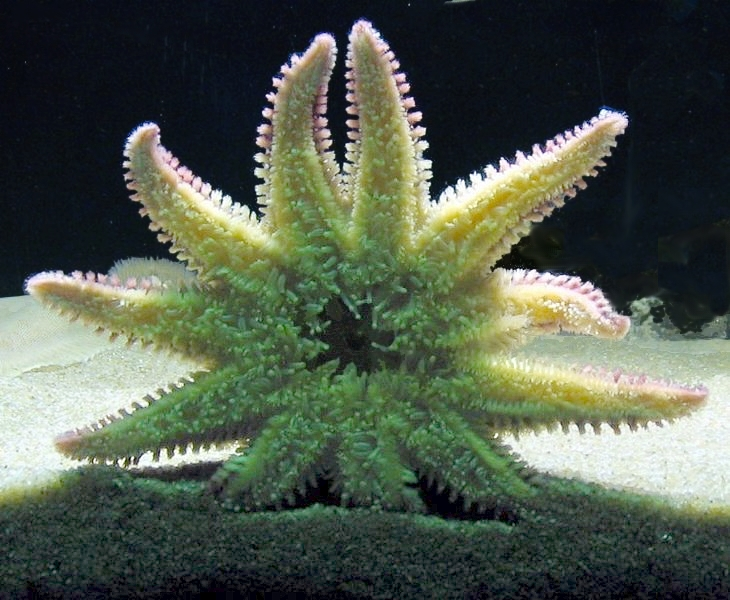
Face inferior de uma estrela-do-mar (Asteroidea).